# Sprezzatura
Sprezzatura [sprettsaˈtuːra] je italské slovo, poprvé použité v knize Dvořan or Baldassare Castiglioniho.

## Definice
Castiglione toto slovo ve Dvořanovi definoval jako „jistou nonšalantnost, tak aby zakryl všechen um, jenž je potřeba dát do té které věci, co dělá, a ta aby vypadala udělaná bez jakékoli námahy a téměř bez přemýšlení o ní.“ Je to schopnost dvořana vykázat „snadnost a lehkost v dosahování těžkých úkonů, které však skrývají vědomou snahu, jež do nich vešla“. Sprezzatura je tedy popsaná jako „forma obranné ironie: schopnosti zastřít to, po čem jeden skutečně prahne, cítí, myslí si a myslí nebo zamýšlí pod maskou zřejmé zdrženlivosti a nonšalantnosti.“ Toto slovo bylo adoptováno i do anglického jazyka – Oxfordský slovník jej definuje jako „strojenou nedbalost.“

## Ve společnosti
V původním kontextu se jednalo o schopnost a kvalitu lidí u dvora se mezi sebou stýkat a komunikovat – tak, aby o sobě zanechávali ten nejlepší dojem, popřípadě, aby se při každé příležitosti ukázali v tom nejlepším světle. Lidé, kteří ovládli umění sprezzatury, byli ostatními vnímáni jako obratní jednatelé, sjednavatelé dohod, vyjednavači, usmiřovači, museli vykazovat vysokou sociální inteligenci, ale na druhou stranu tuto schopnost mohli zneužít pro svoje zájmy a vůči ostatním strojit manipulace nebo je přesvědčivě obalamutit a podvést. Tím si sprezzatura získala svou stinnou stránku a u dvora za Castiglioneových časů bylo toto umění pronásledováno nedůvěrou a podezříváním z postranních úmyslů od lidí, na něž bylo aplikováno.

## V módě
Slovo sprezzatura se používá v módě. A to v kontextu nedbalé elegance, tedy až předstírání nezájmu o dosažení dokonalého vzezření s tím, že ve skutečnosti jde o sofistikovanost, která nedbalost toliko emuluje.

## V hudbě
Sprezzatura v hudbě popisuje snahu zahrát nebo zazpívat těžké hudební resp. vokální pasáže s lehkostí a předstíráním či dodání pocitu, že nejsou vůbec těžké, zatímco na jejich nacvičování hudebníci či zpěváci strávili hodiny těžké dřiny. Jedná se tedy o další stupeň pomyslné stupnice připravenosti pro interpretaci díla, kde prvním stupněm je schopnost pouze „odehrát“ či „odzpívat“ danou skladbu/píseň a druhý do něj vložit cit či emoce, ale neschopnost zastřít, že interpretace je pro hudebníka/zpěváka obtížná.